# Tylosis suturalis
Tylosis suturalis är en skalbaggsart som beskrevs av White 1853. Tylosis suturalis ingår i släktet Tylosis och familjen långhorningar. Inga underarter finns listade i Catalogue of Life.